# Otto von Garnier
Otto Wladislaus Eduard Konstantin von Garnier (pronunciación en alemán: /ɔto: fɔn garni:r/; 1 de mayo de 1858 - 17 de junio de 1947) fue un general de caballería alemán durante la I Guerra Mundial.

## Biografía
Otto von Garnier nació en Neustadt en Oberschlesien (actualmente Prudnik, Polonia) como hijo del teniente prusiano Otto Wladislaus Aloys Joseph Ernst Eduard von Garnier (1830-1908), y de su esposa Agnes Laurette von Mitzlaff (1837-1914).
El 1 de octubre de 1876 von Garnier se unió la Regimiento de Húsares N.º 6 „Graf Goetzen“ como Fahnenjunker. Después, se convirtió en Rittmeister y se unió al Großer Generalstab en Berlín. Fue promovido a Mayor el 22 de marzo de 1897 y a Oberstleutnant el 11 de septiembre de 1903.
Durante la I Guerra Mundial sirvió como comandante de división y comandante de cuerpo de las tropas imperiales alemanes. Estuvo al mando de la 4.ª División de Caballería, que era parte de la fuerza que se trasladó a la neutral Bélgica para conquistar la ciudad fortaleza de Lieja. Fue gravemente herido en Ciechanów el 21 de noviembre de 1914. Fue condecorado con la Pour le Mérite el 17 de octubre de 1916. Reemplazó a Erich von Gündell como comandante del V Cuerpo de Reserva y a Franz von Soden como comandante del VII Cuerpo de Reserva. Garnier se retiró del servicio activo en marzo de 1918. Su hija Huberta se casó con el General de Infantería Dietrich von Choltitz.

## Condecoraciones[7]
- Orden de la Corona (Prusia) (2.ª Clase)
- Condecoración al Servicio
- Orden del León de Zähringen (1.ª Clase)
- Orden al Mérito Militar (Baviera) (Cruz de Oficial)
- Orden de Pedro Federico Luis
- Cruz de Honor de Reuss
- Orden de Alberto (Komturkreuz II)
- Orden de la Casa de Lippe (3.ª Clase)
- Orden de la Corona (Wurtemberg) (Ehrenkreuz)
- Orden de Orange-Nassau
- Orden de San Estanislao (2.ª Clase)
- Cruces del Mérito Militar (2.ª Clase)
- Cruz de Hierro (1.ª y 2.ª Clase)
- Orden de Hohenzollern
- Pour le Mérite